# Мисюра Максим Йосипович
Максим Йосипович Мисюра (Місюра) (1909, село Вичівка, тепер Зарічненського району Рівненської області — ?) — український радянський діяч, командир партизанського загону імені Ворошилова, голова виконавчого комітету Дубровицької міської ради депутатів трудящих Рівненської області. Депутат Верховної Ради УРСР 2—3-го скликань.

## Біографія
Народився в родині селянина-бідняка. З юних років наймитував у заможних селян, працював у господарстві батьків. Служив у польському війську.
З 1940 по 1941 рік — дільничний міліціонер Висоцького районного відділу НКВС Ровенської області.
Під час німецько-радянської війни у 1941 році потрапив в оточення в Чернігівській області, нелегально повернувся до рідного села. Навесні 1942 року очолив підпільну партизанську групу, яка згодом розрослася в один із перших великих партизанських загонів на Рівненщині — партизанський загін імені Ворошилова, що входив до Ровенського партизанського з'єднання Василя Бегми. Член ВКП(б) з 1944 року.
У 1944—1950 роках — голова виконавчого комітету Дубровицької міської ради депутатів трудящих Ровенської області.
На 1951 рік — слухач Львівської дворічної партійної школи при Львівському обласному комітеті КП(б)У.

## Нагороди та відзнаки
- два ордени Червоного Прапора
- ордени
- медаль «Партизанові Вітчизняної війни» 1-го ст.
- медаль «Партизанові Вітчизняної війни» 2-го ст.
- медаль «За перемогу над Німеччиною у Великій Вітчизняній війні 1941—1945 рр.»
- медалі